# Theodor Grill
Theodor Grill (15. října 1902 Bad Ischl – 6. srpna 1986 Linec) byl rakouský politik z Horních Rakous, starosta Lince.

## Biografie
Starostou města byl od 17. května 1968 do 8. listopadu 1969. Byl členem Sociálně demokratické strany Rakouska (SPÖ). Předtím byl od roku 1955 členem obecního zastupitelstva a od roku 1955 místostarostou.
Byl synem poštovního úředníka. V roce 1918 vstoupil do sociálně demokratické strany. Od roku 1925 byl učitelem ve službách magistrátu města Linec. V roce 1934 se účastnil bojů mezi rakouskou levicí a pravicí, pak uprchl do Švýcarska. V Curychu byl mezi jeho spolupracovníky Friedrich Adler. Koncem května 1934 byl vypovězen ze Švýcarska. V Rakousku byl pro nelegální politické aktivity v roce 1936 odsouzen na jeden rok do vězení. Po propuštění uprchl přes Švýcarsko do Belgie, kde opět spolupracoval s Friedrichem Adlerem. V roce 1940 uprchl do jižní Francie, kde byl internován. V roce 1941 odcestoval do USA. Do Rakouska se vrátil roku 1947. Byl politicky a veřejně aktivní.